# Bewick
Bewick je priimek več oseb:
- John William Bewick, britanski rimskokatoliški škof
- Pauline Bewick, irska slikarka
- Thomas Bewick, angleški prirodoslovec